# Gobelet réutilisable
Pour les articles homonymes, voir gobelet.

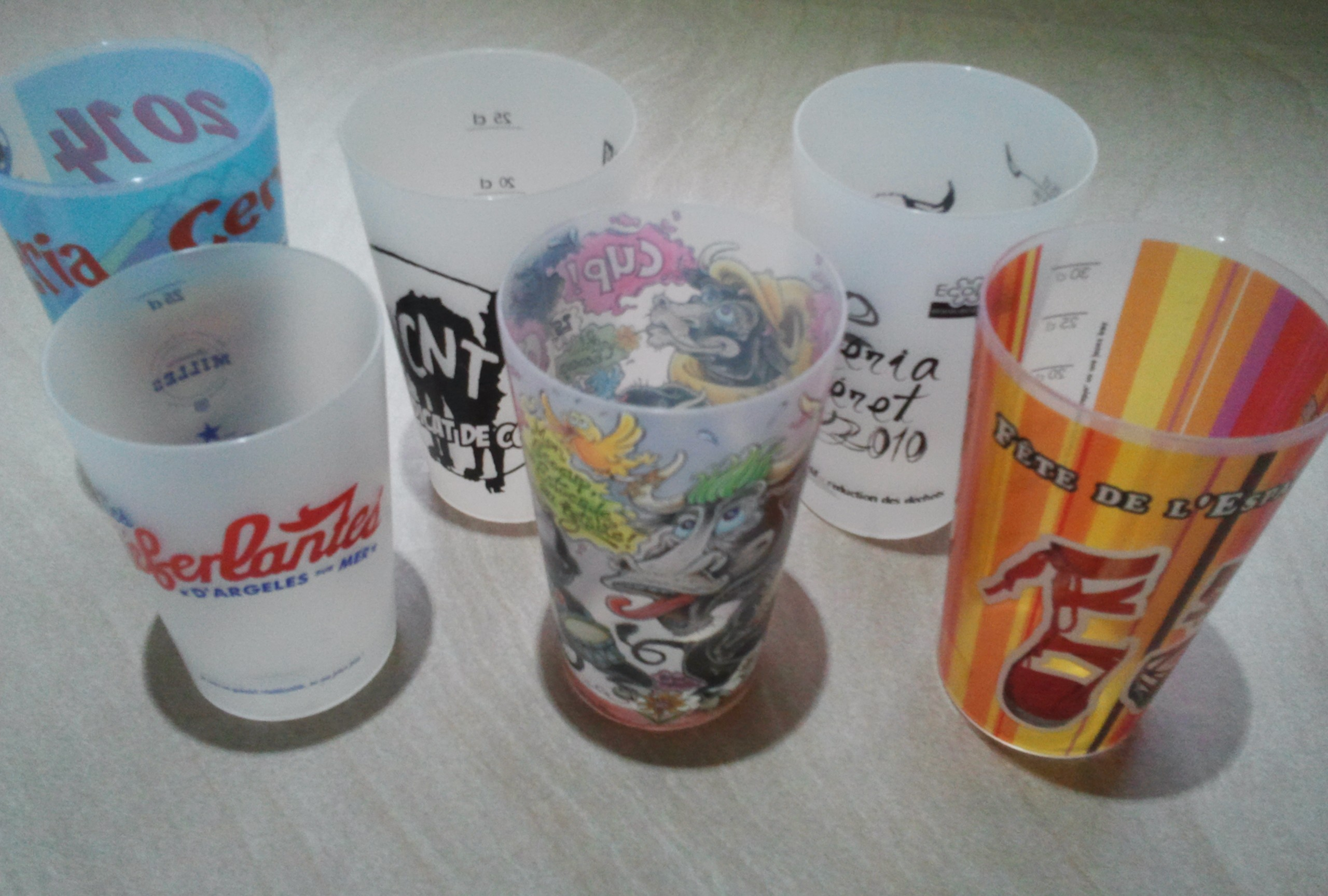
Différents modèles de gobelets réutilisables.

Le gobelet réutilisable, est une alternative aux gobelets jetables traditionnellement utilisés sur les grands événements publics ou privés. La matière plastique utilisée est d’une qualité supérieure au gobelet jetable.

## Usage
Les gobelets réutilisables sont principalement utilisés dans des festivals,.
À la commande d'une boisson, le gobelet est consigné en plus du prix de la consommation. Après avoir bu, le consommateur le ramène au comptoir pour le retourner et se faire rembourser la consigne, soit commander une nouvelle consommation servie dans un nouveau gobelet. La consigne permet d'éviter que les gobelets ne soient jetés par les consommateurs.
Les gobelets sont rassemblés en fin d'événement, lavés et réutilisés ailleurs par la suite. Supprimer le recours au gobelet jetable dans l’événementiel doit réduire la production de déchets.

## Impact
Les gobelets réutilisables sont une meilleure solution que les gobelets jetables incinérés (en PLA ou PP) si le taux de retour est supérieur à 90 % et à 95 % si les gobelets jetables (PLA ou PP) sont recyclés.
Le taux de retour habituellement observé est de 70%, entre 65% et 75%.